# کتوس

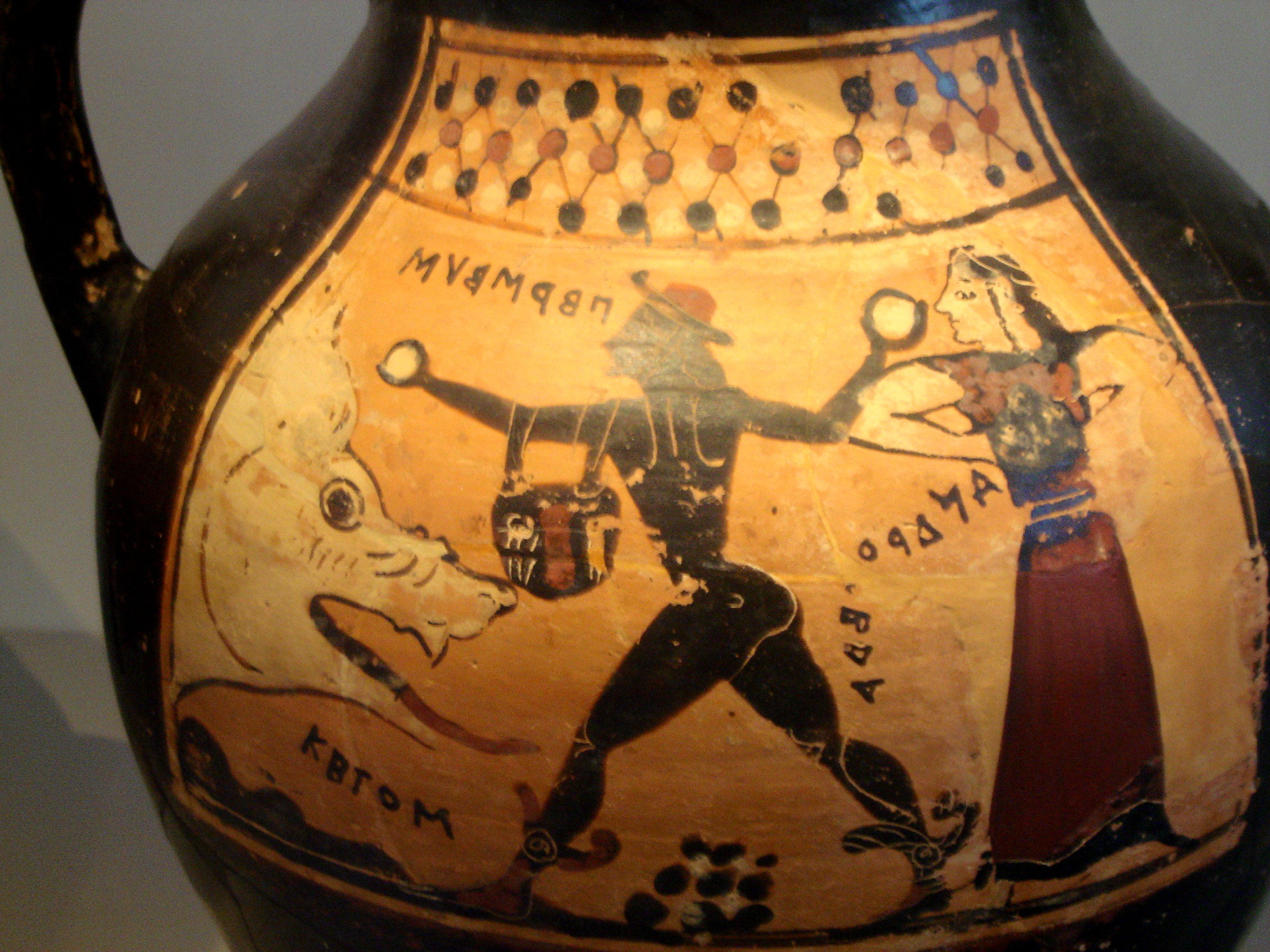
یک گلدان کورینتوسی باستان که پرسئوس، آندرومده و کتوس را نشان می‌دهد.

کتوس (به یونانی: Κητος) در اساطیر یونانی، نام هیولاهای دریایی بوده‌است. دو مورد از بلندآوازه‌ترین در میان آن‌ها، کتوسی بود که توسط پرسئوس در اتیوپیا کشته شد و دیگری نیز به دست هراکلس در شهر باستانی ترود از پا درآمد. کتوس‌ها معمولاً به شکل ماهی‌هایی مار مانند، دارای ردیف‌های طولانی از دندان‌های تیز به تصویر کشیده می‌شدند.

## شرح اسطوره

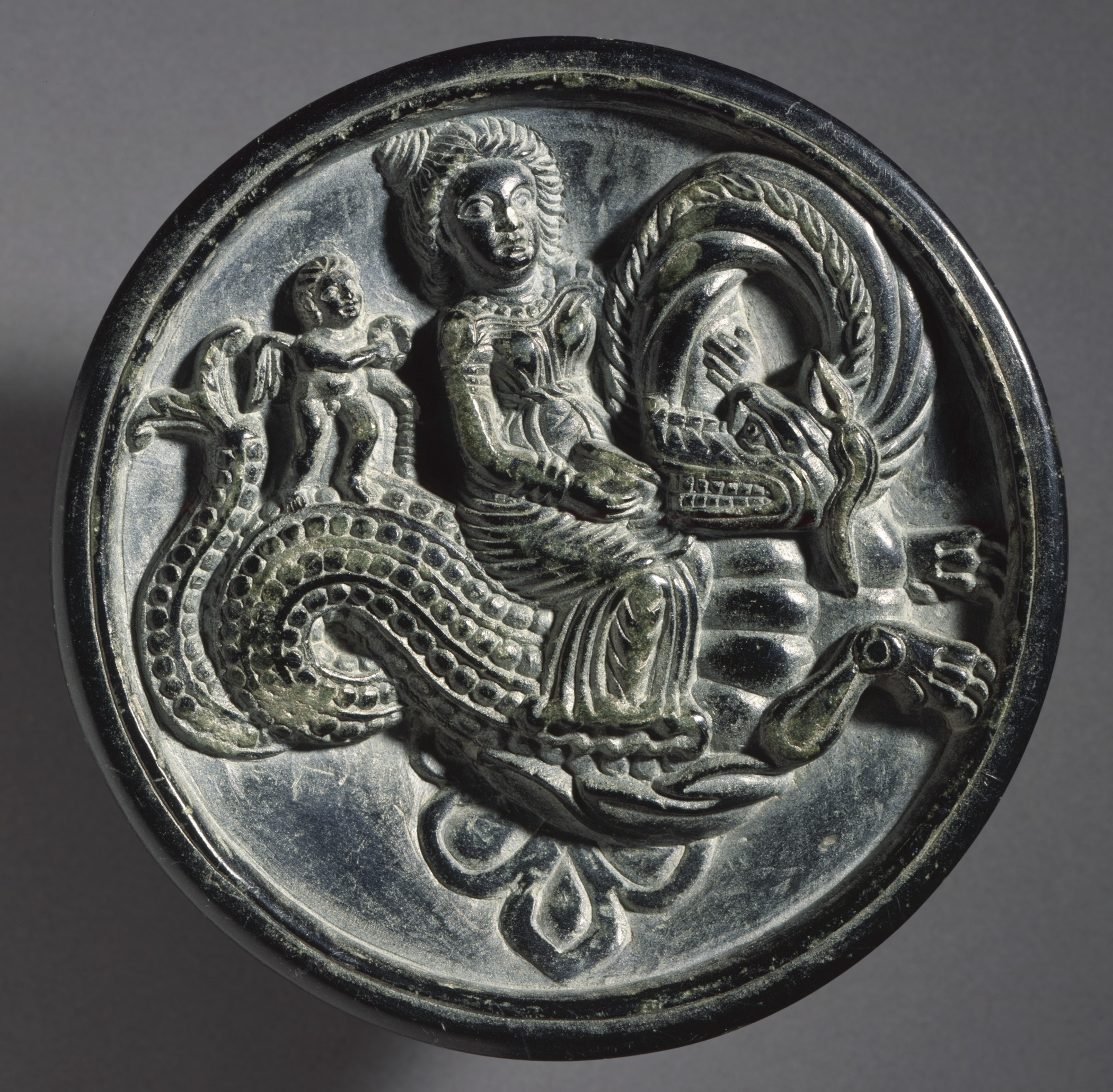
تصویر مار

کاسیوپیا ملکهٔ کشور اتیوپیا به زیبایی و دلربایی خود و دخترش آندرومدا بسیار می‌بالید و همیشه از خودشان تمجید و تعریف می‌کرد و می‌گفت: من و دخترم حتی از نرئیدها (نام نوعی پریان دریایی در اساطیر یونانی) هم زیباتر و دلفریب تریم. وقتی این حرف به گوش پریان رسید، به مادر و دختر حسد بردند و به پوزئیدون خدای دریاها شکایت کردند و از او خواستند تا کاسیوپیا را ادب کند، پوزئیدون چون حس کینه توزی و انتقام جویی‌اش تحریک شده بود، با درخواست آن‌ها موافقت کرد و سیلی سهمگین بر پادشاهی اتیوپیا نازل کرد و کتوس، هیولای وحشتناک دریا را احضار نمود و به او فرمان داد: به ساحل سرزمین کاسوپیا برو، آنجا را ویران کن و همهٔ مردم و احشام را بکش. کتوس به شکل یک وال عظیم‌الجثه فوراً مأموریتش را آغاز کرد و ویرانی بسیاری به بارآورد. مردم وحشتزده جمع شدند و از پادشاهشان خواستند آن‌ها را نجات دهد. شاه بناچار از غیبگوی آپولون چاره جویی کرد و وی به شاه و ملکه گفت که این بلا از شما و مردمتان دور نخواهد شد، مگر اینکه دختر زیبایتان آندرومدا را قربانی هیولای دریایی کنید.
به این ترتیب، آندرومدا را لخت به صخره‌های ساحل زنجیر و برای کتوس مهیا کردند. وقتی هیولا قربانی را دید، قتل و ویرانگری را رها کرد و به طرف قربانی رفت. پرسئوس که آنجا بود، هیولا را توسط شمشیرش کشت (در برخی از نسخه‌ها بوسیلهٔ سر مدوسا، کتوس را تبدیل به سنگ کرد)، و با آزاد کردن آندرومدا، ازدواج با وی را خواستار شد. در برخی از نسخه‌های داستان آمده که پرسئوس با صندل‌های پرندهٔ هرمس بر فراز دریا پرواز کرد. از ظاهر برخی دیگر از روایات هم چنین بر می‌آید که سوار بر پگاسوس شده باشد.